# Ферия, Луис Маурисио Фернандес де Кордова Фигероа
Луис Маурисио Фернандес де Кордова Фигероа-и-Фернандес де Кордова (исп. Luis Mauricio Fernández de Córdoba Figueroa y Fernández de Córdoba; 22 сентября 1650, Монтилья — 23 августа 1690, Мадрид), 7-й герцог де Ферия — испанский аристократ.

## Биография
Сын Луиса Игнасио Фернандес де Кордова Фигероа, 6-го герцога де Ферия, и Марианы Фернандес де Кордова.
7-й маркиз Приего, 5-й маркиз де Вильяфранка, 5-й маркиз де Монтальбан, 7-й маркиз де Вильяльба.
В 1675 году женился на Феличе де ла Серда-и-Арагон, дочери Хуана Франсиско Томаса де ла Серда, 8-го герцога Мединасели, графа Эль-Пуэрто-де-Санта-Мария и 6-го герцога Алькала-де-лос-Гасулес, первого министра Карла II. Свадьба состоялась в Королевском дворце в Мадриде, в покоях герцога Мединасели. В качестве свидетелей присутствовали герцог Альбукерке, главный дворцовый распорядитель короля, герцог де Сесса, маркиз де Сантильян и граф де Монтерей.
В результате этого союза в состав дома Приего был включен титул герцога Мединасели, а также добавлены дома Сегорбе, Кардона и Корварес, поскольку вдова герцога считалась непосредственной наследницей этих титулов, ибо ее единственный брат Луис Франсиско де ла Серда-и-Арагон, 9-й герцог Мединасели не имел потомства.
Юрист Франсиско де Льямас посвятил Луису Маурисио свою работу «Эпитома Грандов из дома Кордова».
В 1687 год король пожаловал герцога в рыцари ордена Золотого руна. Орденскую цепь на него возложили в следующем году.
Дети:
- Мария Франсиска (8.02.1677—1699)
- Мануэль Луис (25.12.1679—11.06.1700), герцог де Ферия
- Николас Мария (24.05.1682—19.03.1739), 10-й герцог Мединасели, 6-й маркиз де Монтальбан. Жена (30.09.1703): Херонима Мария Спинола де ла Серда (1687—1709)
- Луис Мария (2.02.1685—30.12.1751)
- Мария де ла Энкарнасьон (26.03.1686—28.05.1746). Муж (30.05.1705): Висенте Педро Альварес де Толедо Португаль (1687—1729), граф де Оропеса